# Santana (Sao Tomé en Principe)
Santana is de hoofdstad van het district Cantagalo in Sao Tomé en Principe (provincie Sao Tomé).
Het stadje ligt aan de oostkust van het eiland Sao Tomé, zo'n 10 kilometer ten zuiden van de stad Sao Tomé, de hoofdstad van Sao Tomé en Principe. Na Sao Tomé, Trindade en Neves is het naar inwoners de op drie na grootste plaats van het land.
Voor de kust ligt het eilandje Ilhéu de Santana dat naar de plaats genoemd is.

## Bevolkingsontwikkeling
| Jaar                | Inwoners |
| ------------------- | -------- |
| 1991 (volkstelling) | 6.190    |
| 2001 (volkstelling) | 6.228    |
| 2005 (schatting)    | 6.969    |
| 2010 (berekening)   | 7.220    |

## Sport
Santana heeft een voetbalclub genaamd Santana FC.
Provincies: Sao Tomé (Sao Tomé) · Principe (Santo António)
Districten: Água Grande (Sao Tomé) · Cantagalo (Santana) · Caué (São João dos Angolares) · Lembá (Neves) · Lobata (Guadalupe) · Mé-Zóchi (Trindade) · Pagué (Santo António)
Eilanden: Ilhéu Bom Bom · Ilhéu das Cabras · Ilhéu Caroço · Principe · Ilhéu das Rolas · Ilhéu de Santana · Sao Tomé · Tinhosa Grande · Tinhosa Pequena